# Paul Wagner (Politiker, 1900)
Paul Wagner

Link zum Bild

Paul Wagner (* 24. November 1900 in Münsterberg (Schlesien); † 12. Januar 1983) war ein deutscher Kommunalpolitiker und Vertriebenenfunktionär. Er gilt als Vater des Tages der Heimat.

## Leben
Wagner war Stadtrat in Allenstein und wurde 1933 kommissarisch als Bürgermeister von Neidenburg in Masuren eingesetzt und wenig später für eine zwölfjährige Amtszeit zum Bürgermeister gewählt. Er war verheiratet mit Elisabeth Wagner und blieb bis 1945 Bürgermeister von Neidenburg. Nach der Flucht und Vertreibung Deutscher aus Mittel- und Osteuropa 1945–1950 wurde er u. a. Kreisbetreuer von Neidenburg. Am 20. November 1949 nahm er in Göttingen an dem Treffen von Vertretern des damaligen „Zentralverbandes vertriebener Deutscher“ und des damaligen "Verbandes der ostdeutschen Landsmannschaften" (beides Vorläuferorganisationen des Bundes der Vertriebenen) teil, bei dem das sogenannte „Göttinger Abkommen“ entstand. Es enthielt zwei Hauptgedanken, zum einen die Abfassung einer Charta der deutschen Heimatvertriebenen, die dann am 6. August 1950 in Stuttgart proklamiert wurde, zum anderen den Beschluss, jährlich den Tag der Heimat durchzuführen. Wagner initiierte diesen Beschluss mit folgendem Antrag:
1. Die Heimatvertriebenen sollen sich jährlich einmal öffentlich zu ihrer derzeit verlorenen Heimat bekennen. Sie sollen sie ihren Kindern und allen Deutschen nahebringen, besonders auch das Recht auf die Heimat, das unveräußerlich und unabdingbar ist.
2. Die Heimatvertriebenen sollen sich ihres Heimatbesitzes erfreuen, ihr Heimatgut öffentlich zeigen und es den Kindern weitergeben.
3. Der Tag der Heimat soll dem ganzen deutschen Volk den Wert der Heimat zum Bewußtsein bringen. Zugleich soll es an diesem Tag das Recht auf Heimat vor aller Welt fordern. Dadurch soll die Gemeinsamkeit der Heimatverbliebenen und der Heimatvertriebenen gefördert und so der trennende Graben zwischen beiden zugeschüttet werden. Sie sollen dadurch enger zusammenwachsen.
Wagner war außerdem Initiator der am 8. Mai 1953 von der Stadt Bochum übernommenen Patenschaft (OB Fritz Heinemann) über den Kreis Neidenburg. 1961 wurde die an der Neidenburger Straße in Hofstede-Riemke in Bochum liegende kleine Siedlung für 16 Familien eingeweiht, die in dieser Form in Deutschland einmalige „Neidenburger Siedlung“.

## Ehrungen
- 1961: Bundesverdienstkreuz[2]
- 1970: Preußenschild[4]
- 1973: Ehrenring der Stadt Bochum[5]